# Khalida Brohi
Khalida Brohi (Balutxistan, 1988) és una activista pakistanesa feminista i emprenedora social. Pertany al poble brahui, una tribu indígena de Balutxistan, i viu als Estats Units després del seu matrimoni.

## Biografia
Brohi va créixer en un poblet del Balutxistan al Pakistan. Sos s'havien casat en una pràctica de matrimoni concertat o watta satta. Sa mare tenia 9 anys i el seu pare 13. Brohi fou la primera xiqueta del seu poble que va anar a escola. Brohi va créixer en la pobresa, però quan Brohi era molt jove, els seus pares es van mudar de la casa de fang que compartien amb la família a Kotri, a la ciutat de Hyderabad a la província de Sindh, tot cercant millors oportunitats. Son pare hi treballà en molts oficis, incloent-hi el de periodista a temps parcial. A Hyderabad, Brohi i el seu germà anaven a escola. La família va créixer i es van mudar molt sovint fins a aterrar al barri marginal de Karachi, on Brohi continuà la seua educació. Volia estudiar medicina i ser la primera doctora de la seua tribu, quan un fer inesperat ho va canviar tot. La seua amiga i cosina fou assassinada en un crim d'honor per enamorar-se d'un xic que no era el seu promés. Amb 16 anys deixà l'escola i començà el seu activisme contra els crims d'honor escrivint poesia i llegint-la en qualsevol esdeveniment en què li deixaven parlar.

#### Campaña WAKE UP en contra dels crims d'honor
Brohi fou descoberta per organitzacions que lluiten pels drets de les dones i participà en conferències i tallers per erradicar els assassinats d'honor i violència sexista. Utilitzant Facebook organitzà ral·lis de pressió al govern del Pakistan per a tancar llacunes en la llei d'assassinats d'honor i l'abús domèstic. La seua campanya de Facebook tingué milers de seguidors internacionals i nombroses manifestacions, i consciencià sobre els assassinats d'honor tant al Pakistan com a l'estranger. Malgrat l'èxit de la campanya Wake Up la violència contra les dones continuà. Llavors, Brohi va llançar el Programa Joventut i Desenvolupament de Gènere (YGDP). Aquesta iniciativa aplegava dones joves per a parlar d'oportunitats econòmiques en les seues comunitats. Així, amb el suport del Consell de Drets Humans de les Nacions Unides, expandí programes d'habilitats per a dones i hòmens amb ordinadors, mentre simultàniament educava sobre els drets de les dones sota la llei i l'Islam. L'èxit del programa inspirà Brohi a estendre la idea i crear una organització més àmplia, Sughar, fundada al 2009.
Sughar Empowerment Society
Aquesta organització sense afany de lucre, Sughar Empowerment Society, ajuda dones al Pakistan a aprendre habilitats relacionades amb el "creixement econòmic i personal". Sughar significa 'dona especialitzada, segura' en urdú. Sughar Empowerment Society proporciona a dones pakistaneses ingressos pel seu treball, i la capacitat de "desafiar creences culturals negatives amb educació i informació sobre els drets de les dones." El grup permet a Brohi canviar percepcions culturals des de dins. Al 2013, hi havia 23 centres atenent 800 dones treballant en "igualtat de gènere, impedint la violència masclista domèstica", mentre creen objectes per a vendre, com ara brodat tradicional per a vendre a la indústria de la moda. Brohi voldria incloure un milió de dones en Sughar, segons va dir el 2013. Una de les iniciatives de Sughar fou crear una marca de moda tribal, anomenada Nòmades, que debutà amb èxit el 2012.
Va ser reconeguda com a part de Forbes 30 al 2014. Aquell any també fou becada amb el MIT Media Lab en l'Institut de Tecnologia de Massachusetts i participà en el documental de Sharmeen Obaid-Chinoy, Seeds of Change.
A l'octubre del 2014, feu una conferència en TED, TEDGlobal 2014 i hi parlà del seu activisme en contra dels assassinats d'honor. Ha estat lloada pel seu activisme tant dins com fora del Pakistan i també ha estat amenaçada amb violència: li van disparar en més d'una ocasió.(1)
El 2015, Brohi es va casar amb David Barron, un americà convertit a l'islam. Junts van fundar The Chai Espot a Sedona, Arizona, una empresa social centrada a promoure les arts i a donar oportunitats a dones i joves al Pakistan. El 2018, obriren el segon Chai espot a Manhattan.

## Premis i reconeixements
- Forbes 30 under 30 Àsia: Social Entrepreneurs[13]

- Premi de Dirigent Global de la Universitat de Northwestern[14]

- MIT Directori de Laboratori de mitjans de comunicació[15]
- Martin Luther Premi d'Ángel del Rey pel Centre de Rey.
- Premi d'Excel·lència per a Dones, Pakistan.
- Forbes 30 under 30: Social Entrepreneurs[16]
- Newsweek 25 under 25

- Premi Empresarial del Departament de Desenvolupament de Dones de Sindh, Pakistan
- Azm-e-Alishan (Objectiu magnífic) Premi per televisió-UN Pakistan

- Premi Campiona Young per la Universitat Nacional de Singapur
- Premi Unseasonable de l'Unreasonable Institute
- Premi Paragon 100, Fundació per a Joves Enprenedors Socials

- Premi YouthActionNet® Young Social Entrepreneur
- Finalista d'Ashoka Grapes Young Sociales Entrepreneur